# Cimetière militaire allemand de Wavrin
Le  « Cimetière Militaire Allemand de Wavrin  » est un cimetière militaire de la Première Guerre mondiale situé sur le territoire de la commune de Wavrin, Nord.

## Localisation
Ce cimetière est implanté au nord de la ville, en face du cimetière communal, au bord du Chemin du Bois de la Rive.

## Historique
Occupée dès la fin août 1914 par les troupes allemandes, la ville de Wavrin est restée dans la zone des combats jusqu'en octobre 1918 date à laquelle elle a été définitivement reprise par les troupes britanniques. Ce cimetière militaire a été créé en mai 1915 pour inhumer les soldats allemands tombés lors de la première bataille de l'Artois du 9 mai au 25 juin 1915. D'autres tombes ont été créées en 1917 et après l'armistice, les corps de soldats inhumés dans des cimetières provisoires des alentours y ont été enterrés. Pendant l'entre-deux-guerres, le Volksbund Deutsche Kriegsgräberfürsorge  a effectué les premiers travaux sur l'enceinte et a procédé à la plantation d'arbres. Après la conclusion de l'accord franco-allemand sur les sépultures de guerre du 19 juillet 1966, le Volksbund Deutsche Kriegsgräberfürsorge  a, en 1970, procédé au remplacement des anciennes croix en bois par des croix en granit provenant de Belgique gravées du nom et de la date de ceux qui reposent ici .

## Caractéristique
Dans ce cimetière de plan carré de 100 m de côté, reposent 975 soldats allemands.

## Sépultures
| Pays      | Sépultures |
| --------- | ---------- |
| Allemagne | 975        |